# Paul Mahoux
Pour les articles homonymes, voir Mahoux.
Paul Mahoux, né en 1959 à Kabgayi (Rwanda), est un peintre, illustrateur, auteur de bande dessinée et enseignant belge francophone.

## Biographie
Paul Mahoux naît en 1959 à Kabgayi, au Rwanda. Il passe toutes ses vacances d'été pendant son école primaire au Congo. Revenu en Belgique, il devient peintre et il expose ses œuvres depuis le début des années 1980 dans des divers lieux, à Liège, Gand, Bruxelles, Knokke, ou Montréal. Ainsi en 2001, à la maison de la presse de Liège se tient l'exposition Utopie et désenchantements qui traduit la façon dont on peut percevoir le monde dans ses contradictions et soubresauts.
Comme illustrateur, il réalise les ouvrages Grises, misères rouges de Agnès Henrard en 1983, puis Vous êtes nous serez vous sommes de Pascal Leclercq dans la collection « Lettrimage » aux éditions Tetras Lyre en 2002 et pour le même auteur un ouvrage de littérature d'enfance et de jeunesse intitulé : On disait publié dans la collection « Le farfadet bleu » aux Éditions Cadex en 2013 ainsi qu'il contribue graphiquement au recueil Contes en langues de Wallonie publié aux Éditions de la Province de Liège en 2018.
En 2018, il est lauréat du 1er prix de la création de la ville de Liège et Alexia Creusen est 2e prix de la création de la ville de Liège décerné lors de la 9e remise de ce prix, les artistes reçoivent respectivement 6 000 et 4 000 euros pour leur projet.
En 2021, comme diariste, il publie un journal graphique fait d’un carnet de notes Moleskine dans lequel textes et dessins saturent tout l’espace de la page dans le no 45 : Diaristes belges de la revue Les Moments littéraires,. 
En 2023, il publie Dix Ans un roman graphique écrit par l'écrivaine Caroline Lamarche publié aux éditions parisiennes Cambourakis.
Il est professeur d'illustration aux Beaux-Arts de Liège - École supérieure des Arts.

### Vie privée
Il demeure à Liège.

## Œuvre

### Illustrations
- Pascal Leclercq, Vous êtes nous serez vous sommes, Tetras Lyre, coll. « Lettrimage », Soumagne, 2002 (OCLC 1050034751).
- Pascal Leclercq, On disait, Éditions Cadex, coll. « Le farfadet bleu », 2013  (ISBN 9782913388840).
- Contes en langues de Wallonie, Province de Liège, 2018  (ISBN 978-2-39010-045-4) (OCLC 1121192184)

### Romans graphiques
- Dix ans[8],[9], Cambourakis, Paris, 3 mai 2023
Scénario : Caroline Lamarche - Dessin et couleurs : Paul Mahoux -  (ISBN 2-8001-0912-2)

### Expositions

#### Expositions individuelles
- Galerie L'Aturiale, Liège, mars-avril 1983[10] ;
- Galerie Vyncke Van Eyck, Gand, octobre 1984[11],[12] ;
- Galerie Triangl, Bruxelles, mars 1986[13] ;
- Galerie Différences et à la Galerie 9A, Liège, mars 1990[14] ;
- Utopie et désenchantements[3], Maison de la presse de Liège, 2001.
- Indian Paper[15], présentée par la Fondation Roger Jacob, Como En Casa, Liège du 6 février au 7 avril 2024.

#### Expositions collectives
- Vyle d'Art[16], Vyle-et-Tharoul (Marchin), en compagnie de Pascal Nottet et Didier Bourguignon, les 27 et 28 juillet 1991.
- Presse et art[17],[18], Famenne & Art Museum, Marche-en-Famenne du 28 avril au 27 août 2023.
- Séquences[19], avec Alain Munoz et Francesco Defourny, Salle Oyou, Marchin du 21 avril au 26 mai 2024.

## Prix et récompenses
- 2018 : 9e prix de la création de la ville de Liège avec Alexia Creusen[4],[20].

### Vidéographie
- [vidéo] « Paul Mahoux chez Flux en mars 2010 », sur YouTube, 3 min 55 s le 18 mars 2010